# Xonacatlán de Vicencio
Xonacatlán de Vicencio es una localidad y cabecera municipal de Xonacatlán, su nombre proviene del nahuatl, significa Lugar de cebollas.

## Toponimia
El antiguo nombre de Xonacatlán de Vicencio, es Xonacatlán, topónimo de origen náhuatl en donde se fundó la actual población y significa En cerca de las cebollas.